# Margo Dydek

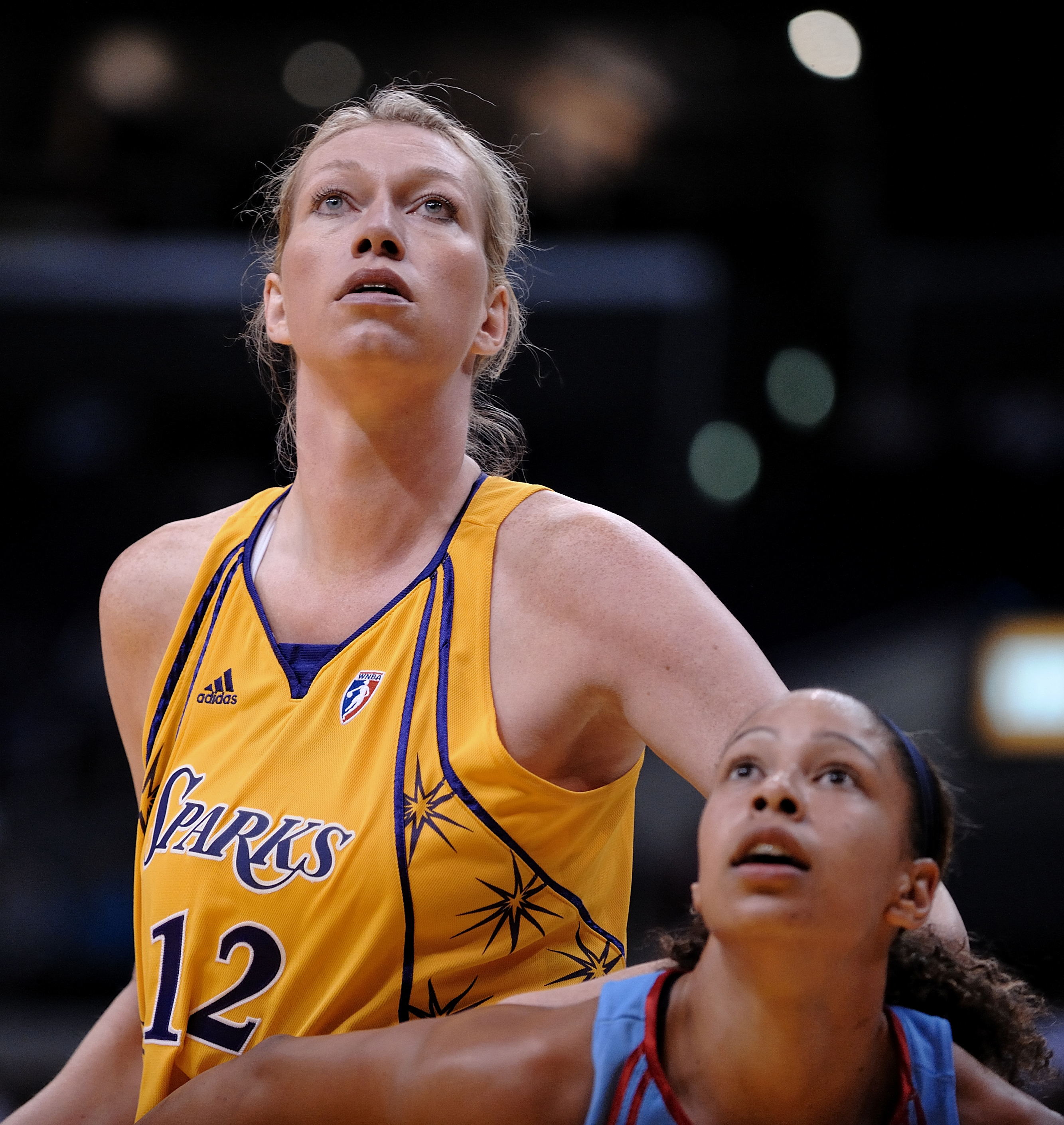
Margo Dydek jugando para Los Angeles Sparks.

Małgorzata Dydek, más conocida como Margo Dydek (Poznan, Polonia, 28 de abril de 1974-Brisbane, Australia, 27 de mayo de 2011), fue una jugadora de baloncesto polaca. Durante su etapa como profesional, en la que destacó por sus 2,18 m de altura, fue internacional y destacó en las ligas europeas y en la WNBA.

## Carrera en la WNBA
Dydek, después de jugar en el Pool Getafe, en Madrid, desde 1996, hizo su primer viaje a los Estados Unidos en mayo de 1998 para participar en el predraft de la WNBA. Dydek causó una gran sensación durante estos entrenamientos, lo que le llevó a ser elegida en la primera posición del draft de 1998 por los Utah Starzz. La franquicia posteriormente la transfirió a San Antonio.
En abril de 2005 la franquicia San Antonio traspasó a Dydek al Connecticut Sun en intercambio por Katie Feenstra de la Liberty University.
En agosto de 2008, Dydek firmó con Los Angeles Sparks después de un tiempo fuera del baloncesto por el embarazo de su primer hijo, David.

## Récords WNBA
Dydek ostenta el récord de más tapones en la WNBA, con 877 en 323 partidos disputados. Además, fue líder en esta disciplina durante 9 temporadas (1998/2003, 2005/2007)
También fue líder en rebotes defensivos la temporada 2001, en la que capturó 214 rechaces.

## Clubes
- 1992 - 1994 Olimpia Poznań  Polonia.
- 1994 - 1996 Valenciennes Orchies  Francia.
- 1996 - 1998 Pool Getafe  España.
- 1998 - 2004 Arka Gdynia  Polonia.
- 1998 - 2002 Utah Starzz (WNBA)  Estados Unidos.
- 2003 - 2004 San Antonio Silver Stars (WNBA)  Estados Unidos.
- 2005 - 2007 Connecticut Sun (WNBA)  Estados Unidos.
- 2006 - 2007 Ciudad Ros Casares  España.
- 2008  Los Angeles Sparks (WNBA)  Estados Unidos.

Como muchas jugadoras profesionales de baloncesto, durante varias temporadas jugaba la temporada invernal en Europa y la veraniega en la WNBA.

## Presencia en Europa
En la temporada 1999-2001, tuvo unas estadísticas de  18,5 puntos y 10,7 rebotes jugando en el equipo del Gdynia en la Euroliga. Fue nombrada  MVP (Most Valuable Player) en las series finales de la liga polaca en la temporada 1999-2000. Con el Glydna fue finalista de la Euroliga en 2002 y 2004.

## Selección Polaca
En 1999 fue nombrada la mejor baloncestista femenina en Europa por el diario deportivo italiano La Gazzetta dello Sport. Dydek fue nombrada Deportista Polaca del Año y ha sido miembro de la selección polaca durante muchos años.

## Vida personal
Sus padres eran muy altos. Le suceden dos hermanas (una mayor, Katarzyna, que fue jugadora de baloncesto en los Colorado Xplosion, en los EE. UU.; y otra menor, Marta, jugadora de baloncesto en España, en los Clubes Femeninos de Guadalajara, Cáceres, o el Real Canoe).
Tuvo dos hijos: David, nacido en abril de 2008, y Alexander, nacido en octubre de 2010, ambos alumbrados en Gdansk, Polonia.
Una vez retirada como jugadora se dedicó a entrenar a los Northside Wizards en la Liga de Baloncesto de Queensland, con sede en Brisbane (Australia), a donde se había mudado a vivir con su marido, el inglés David Twigg.

## Fallecimiento
El 19 de mayo de 2011, Margo Dydek, embarazada de su tercer hijo, sufrió un fuerte ataque al corazón estando en su casa y fue llevada en ambulancia a un hospital de Brisbane donde fue puesta en coma inducido. No consiguió recobrar la consciencia y falleció ocho días más tarde, el 27 de mayo. Debido a que su embarazo era temprano, el feto también falleció. Era entrenadora de los Northside Wizards en la liga Queensland Basketball. 